# IBM Watson
IBM Watson (Уотсън) е суперкомпютър на фирмата IBM, снабден със система за изкуствен интелект от типа „въпрос-отговор“, създаден от група изследователи под ръководството на Дейвид Феручи (David Ferrucci). Създаването на този суперкомпютър е част от проекта DeepQA. Основната задача на Watson е да разбира въпроси, формулирани на естествен език, и да намира отговорите им в база данни. Наречен е в чест на основателя на IBM Томас Дж. Уотсън.

## Участие в „Jeopardy!“
През февруари 2011 г. суперкомпютърът взема участие в телевизионното предаване Jeopardy! (американска игра-викторина). Срещу него застават Брад Ратер – спечелил най-голямата награда в програмата, и Кен Дженингс – рекордьор по продължителност на поредица игри без загуба. Компютърът побеждава и получава 1 млн. долара, докато Дженингс и Ратер получават, съответно, по 300 и 200 хиляди.

## Платформа
Watson се състои от 90 сървъра IBM p750, всеки от които е снабден с по четири осемядрени процесора с архитектура POWER7. Сумарният обем на оперативната памет на Watson е над 15 TB.
На системата е бил осигурен достъп до 200 милиона страници структурирана и неструктурирана информация с обем 4 TB, включително пълния текст на Уикипедията. По време на играта Watson е нямал достъп до Интернет.

## Бъдещето на проекта
IBM съвместно с Nuance Communications (производител на средства за разпознаване на реч), а също и с редица други фирми, такива като New York Genome Center (персонализирани клинични решения на основата на индивидуални вариации на гените), Truven Health Analytics (облачни библиотеки със здравни данни), Insilico Medicine (търсене на оптимални лекарства за персонална терапия), Under Armour (разработка на персонални планове за лекуване), Mayo Clinic (диагностика и клинични решения, разпределение на пациентите по лечебни групи), Memorial Sloan Kettering Cancer Center (онкология), iDavatars (виртуален медицински асистент), Arch Health Partners (контрол на хипертонията), Medtronic (разработки в помощ на диабетиците, сърдечно-съдови заболявания) е разработен и продължава да се разработва продукт, предназначен да помага в диагностицирането и лечението на пациентите. Компютърът, с помощта на технологията за обработка на големи данни (Big data), ще може за броени минути да извлече от безкрайното море от информация за индивидуални истории на заболявания и начините за лечението им, а също от огромното количество научни статии, оптималните решения и да ги представи във вид на отчет. Разглежда се също възможността компютърът да се използва и в други сфери, такива като оценка на политиката за застраховане или на ефективността на енергопотреблението.